# Gustaf Adolf Jonsson
Gustaf Adolf Jonsson (ur. 26 czerwca 1879, zm. 30 kwietnia 1949) – szwedzki strzelec, trzykrotny medalista olimpijski.
Gustaf Adolf Jonsson wziął udział w trzech igrzyskach olimpijskich, w latach 1908-1920 i na każdych zdobył jeden medal, wszystkie one były w konkurencjach drużynowych. W Londynie było to srebro osiągnięte razem z Per-Olofem Arvidssonem, Axelem Janssonem, Gustavem-Adolfem Sjöbergem, Claësem Rundbergiem i Janne Gustafssonem. W swojej ojczyźnie zdobył złoto z Mauritzem Erikssonem, Hugonem Johanssonem, Carlem Björkmanem, Bernhardem Larssonem i Erikiem Blomqvistem. W Belgii natomiast zdobył brąz razem z Erikssonem, Johanssonem, Blomqvistem i Erikiem Ohlssonem.